# Notre Dame d'amour
Notre Dame d'amour es una película de 1923 dirigida por André Hugon, la película es una adaptación de una obra del mismo nombre de Jean Aicard, que fue publicada en 1896.

## Protagonistas
- Claude Mérelle como Roseline
- Irène Sabel como Zanette
- Charles de Rochefort como Pastorel
- Jean Toulout como Martegas
- Person-Dumaine como El maestro Augias
- Antonin Berval (Sin acreditar)
- Hélène Pépée (Sin acreditar)